# Beaujeu (Rhône)
Beaujeu ist eine französische Gemeinde mit 2103 Einwohnern (Stand 1. Januar 2022) im Département Rhône in der Region Auvergne-Rhône-Alpes. Sie gehört zum Arrondissement Villefranche-sur-Saône und zum Kanton Belleville-en-Beaujolais.

## Geschichte
Beaujeu – zwischen Mâcon und Lyon gelegen – ist die historische Hauptstadt der alten Provinz Beaujolais, die der Region auch ihren Namen gab. Heute ist der Ort vor allem für seine Weine bekannt.

## Sehenswürdigkeiten
Die spätromanische Kirche Saint Nicolas ließ Guichard von Beaujeu am Anfang des 12. Jahrhunderts errichten, sie wurde 1129 geweiht. Die drei östlichen Apsiden und die leicht angespitzten Gurtbögen zeigen cluniazensischen Einfluss. Nicht ohne Reiz ist die vollständige Ausmalung des 19. Jahrhunderts, vor allem das illusionistisch gemalte Maßwerknetz im Vierungsgewölbe.
Das Schloss der Herren von Beaujeu, Château de Pierre-Aiguë, befand sich auf der Spitze des Hügels Montagne Saint-Jean. Es wurde 1611 zerstört.

## Persönlichkeiten
- Jean-Baptiste-Irénée Callot (1814–1875), Geistlicher und römisch-katholischer Bischof von Oran, geboren in Beaujeu

## Weblinks

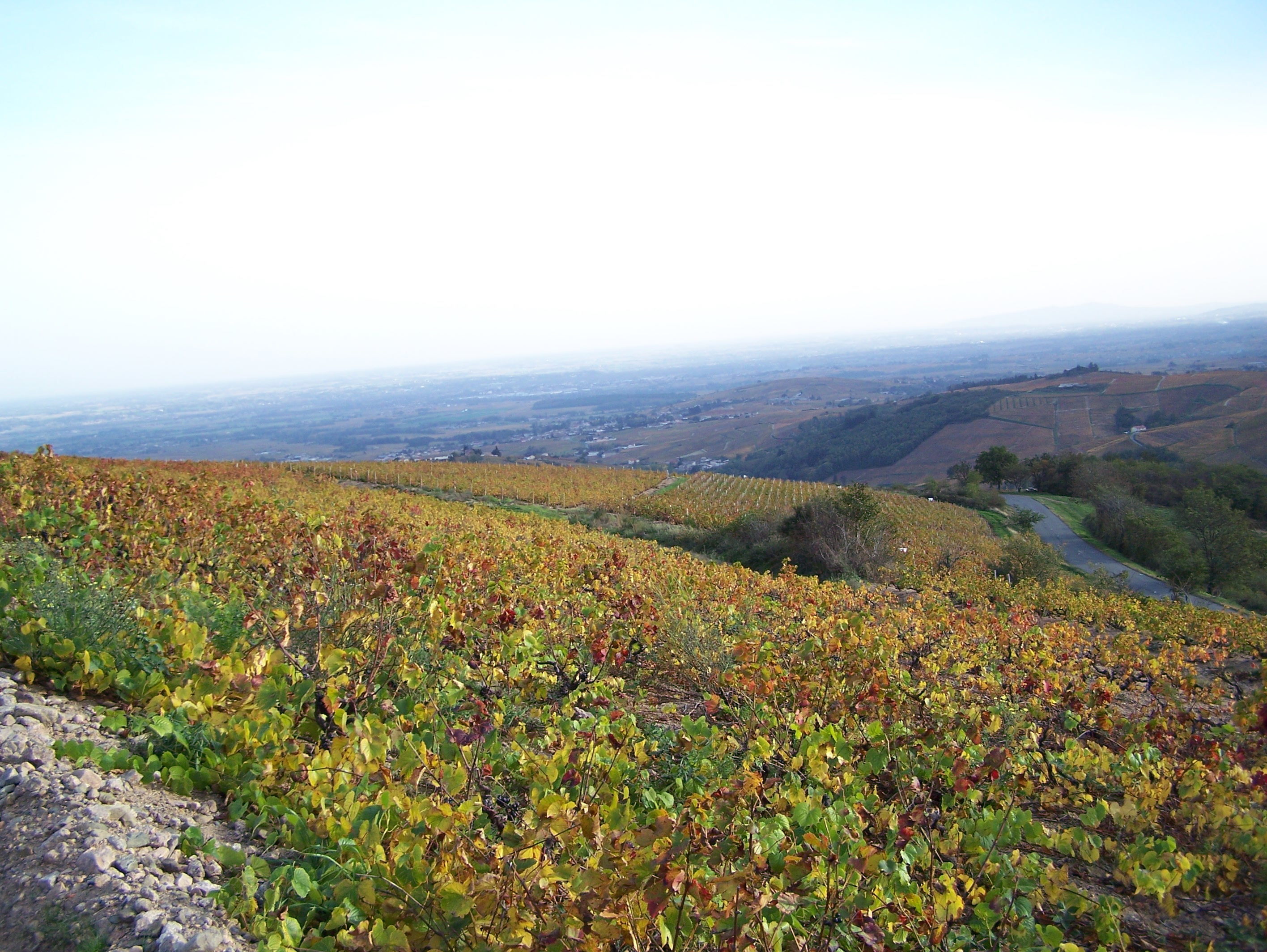
Weinberg am Col de Durbize bei Beaujeu